# Кулобський джамоат
Куло́бський джамоат (тадж. Ҷамоат Кӯлоб) — джамоат у складі Кулобського району Хатлонської області Таджикистану.
Адміністративний центр — село Лагмон.
Населення — 17811 осіб (2010; 17227 в 2009).
До складу джамоату входять 6 сіл:
| Населений пункт | Стара назва | Населення, осіб (2009) | Населення, осіб (2010) |
| --------------- | ----------- | ---------------------- | ---------------------- |
| Лагмон          | Лагман      | 3530                   | 3498                   |
| Навобод         | Мехнатабад  | 2811                   | 2886                   |
| Пахтакор        | -           | 2208                   | 2585                   |
| Сарі-Чашма      | -           | 2211                   | 2255                   |
| Тудакавш        | Тудаковш    | 2038                   | 2067                   |
| Чорбог          | Чорбог      | 3716                   | 4520                   |